# تپه آسیاب خرابه ۳۴ - K
تپه آسیاب خرابه ۳۴ - K مکانی مربوط به دوران پیش از تاریخ ایران باستان است و در شهرستان کنگاور، روستای شورچه واقع شده و این اثر در تاریخ ۱۰ دی ۱۳۸۱ با شمارهٔ ثبت ۶۶۱۳ به‌عنوان یکی از آثار ملی ایران به ثبت رسیده است.